# Impatiens loheri
Impatiens loheri är en balsaminväxtart som beskrevs av Joseph Dalton Hooker. Impatiens loheri ingår i släktet balsaminer, och familjen balsaminväxter. Inga underarter finns listade i Catalogue of Life.